# Crézières
Crézières é uma comuna francesa na região administrativa da Nova Aquitânia, no departamento de Deux-Sèvres. Estende-se por uma área de 4,25 km². Em 2010 a comuna tinha 55 habitantes (densidade: 12,9 hab./km²).